# Herbes flottantes
Pour plus de détails, voir Fiche technique et Distribution.
Herbes flottantes (浮草, Ukigusa) est un film japonais de Yasujirō Ozu, réalisé en 1959. C'est la reprise d'Histoire d'herbes flottantes, qui date de 1934.

## Synopsis
Une troupe de théâtre arrive dans un petit port du sud du Japon. L'acteur principal, Komajuro, a connu une aventure des années auparavant avec une femme de l'endroit, avec laquelle il a eu un fils, Kiyoshi. La maîtresse de Komajuro découvre son secret et envoie une actrice de la troupe, Kayo, séduire le jeune homme.

## Fiche technique
- Titre français : Herbes flottantes
- Titre original : 浮草 (Ukigusa?)
- Réalisation : Yasujirō Ozu
- Scénario : Kōgo Noda et Yasujirō Ozu
- Photographie : Kazuo Miyagawa
- Montage : Toyo Suzuki
- Direction artistique : Tomoo Shimogawara
- Musique : Takanobu Saitō
- Société de production : Daiei
- Pays de production :  Japon
- Langue originale : japonais
- Format : couleurs - 1,85:1 - 35 mm - son mono
- Genre : drame
- Durée : 119 minutes[1] (métrage : neuf bobines - 3 259 m[1])
- Dates de sortie :
  - Japon : 17 novembre 1959[1]
  - France : 31 juillet 1991[2] (rétrospective « Le Japon fait son cinéma » au Max-Linder)

## Distribution
- Ganjirō Nakamura : Komajuro Arashi
- Machiko Kyō : Sumiko
- Ayako Wakao : Kayo
- Hiroshi Kawaguchi : Kiyoshi Homma
- Haruko Sugimura : Oyoshi
- Hitomi Nozoe : Aiko
- Chishū Ryū : propriétaire du théâtre
- Kumeko Urabe : Shige
- Natsuko Kahara : Yae
- Masahiko Shimazu (ja) : le neveu, enfant danseur, qui ramasse l’argent sur la scène

## Commentaires
En tournant Herbes flottantes, Ozu réalise la reprise d'un de ses propres films muets : Histoire d'herbes flottantes (1934). Les deux films sont aussi remarquables l'un que l'autre. Alternant scènes de pure comédie et séquences résolument dramatiques dont la violence physique n'est pas absente, Ozu signe une œuvre d'une beauté plastique étonnante.
Il nous offre un festival de cadrages et de composition du plan et cela dès le premier, fixe et très célèbre, où une bouteille vide, de bière ou plutôt de saké, boisson préférée d'Ozu, se tient en amorce à droite du cadre, sur une plage, écho dessinant un subtil parallèle avec un phare dressé au fond du champ et dans l'axe. Ce phare, on le retrouvera plusieurs fois d'affilée dans les plans suivants au sein desquels il tracera tout un tas de variantes géométriques avec le reste du paysage ou avec divers objets, tantôt en parallèle, tantôt en perpendiculaire. 
Herbes flottantes dégage la même simplicité apparente que les autres films d'Ozu. Mais si le film se veut plus léger que l'original de 1934 où l'accent dramatique se trouvait davantage porté sur le personnage de Oyoshi, il n'en dégage pas moins de forts relents d'amertume et passe petit à petit des scènes de franche comédie, comme celle chez le barbier, au drame familial et sentimental.
Komajuro apparaît comme un homme violent et peu sympathique, frustré aussi bien dans sa vie professionnelle qu'affective. Sa carrière est désormais derrière lui et il se retrouve maintenant à tourner en province, une de ces « herbes flottantes » comme les nomment les Japonais. Égoïste, immature et violent, la manière dont il traite Sumiko est plus que brutale, tant verbalement — il la traite de « putain », d'« idiote » — que physiquement — il lui assène plusieurs gifles. Pourtant celle-ci ne semble pas lui en tenir vraiment rigueur puisqu'elle lui propose à la fin de continuer ensemble, visiblement apitoyée de le voir si seul et volant une fois de plus à son secours. 
Mais Ozu a comme toujours l'intelligence de ne pas juger son personnage et encore moins de le condamner. Malgré ses évidentes tares, il éprouve de la compassion pour lui car Komajuro est un être brisé dont les valeurs de toujours sont en train de s'effondrer, le laissant désemparé tel un roi nu mais capable de s'enthousiasmer comme un gamin au contact de son fils. Sa lucidité sur la médiocrité même des représentations théâtrales de sa troupe aide à le rendre humain, simplement humain. À Kiyoshi qui s'étonne qu'il ne monte pas de meilleurs spectacles, Kamajuro explique, désabusé : « Le public ne comprend pas ce qui est bien ». Et comme pour bien montrer au spectateur qu'il ne raconte pas des histoires, Ozu nous gratifie d'une scène entière de mauvais kabuki, en plan fixe. Il n'oublie pas non plus de teinter son personnage d'humour, souvent à son corps défendant.
Pour accompagner les pérégrinations de ses personnages – notons la grande importance qu'il sait accorder à ses seconds rôles, notamment les acteurs de la troupe toujours à la recherche de femmes. Ozu utilise une musique très légère, comme d'habitude, mais orchestrée de façon quelque peu différente grâce à des instruments originaux, marimba, accordéon, xylophone. Ces notes tout à la fois enjouées et quelque peu mélancoliques semblent rafraîchir l'air de cet été dont la chaleur torride pèse sur les corps et les âmes du petit village de pêcheurs. Les fameux plans de coupe d'Ozu, plans de nature morte ou vivante, un arbre, une bannière, le phare, procurent un même effet de sérénité.
Avec son mélange d'émotions qui laisse le spectateur si tranquille et comme apaisé, Herbes flottantes est un film poétique. On y retrouve une fois de plus le thème si permanent dans toute la filmographie d'Ozu des rapports familiaux mais ici traité de façon peut-être un peu moins frontale qu'à l'habitude, la propre histoire triangulaire du père avec ses deux maîtresses prenant souvent le pas sur ses relations avec son fils et provoquant une intéressante mise en perspective des sentiments amoureux vécus par deux générations différentes.
Herbes flottantes est projeté pour la première fois en France lors de la rétrospective « Le Japon fait son cinéma » au cinéma Max-Linder. Elle s'est déroulée durant l'été 1991, une trentaine de films japonais sont projetés à raison de un par jour.